# 土瓜灣十三街

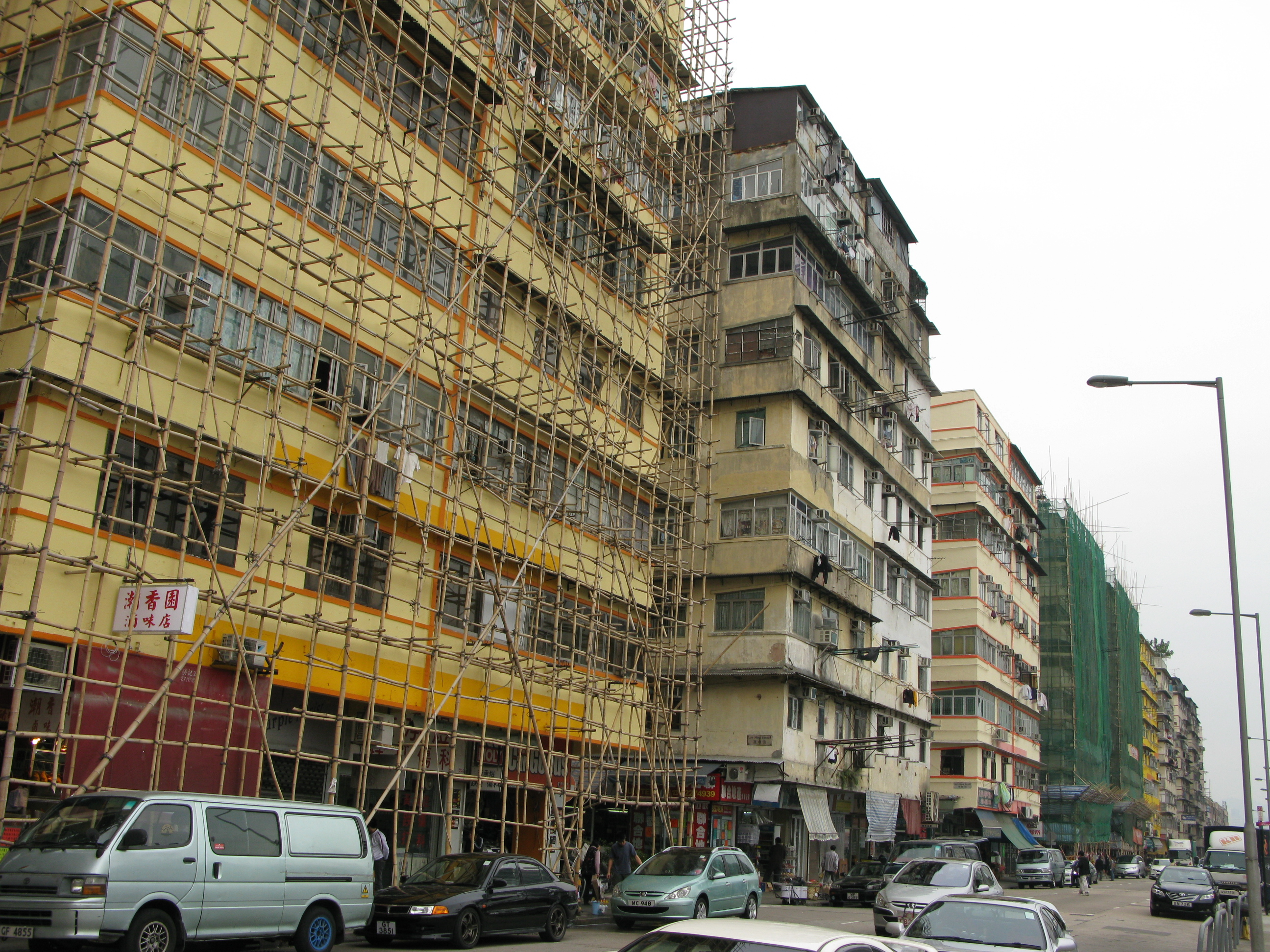
馬頭角十三街，由牛棚藝術村方向望去。

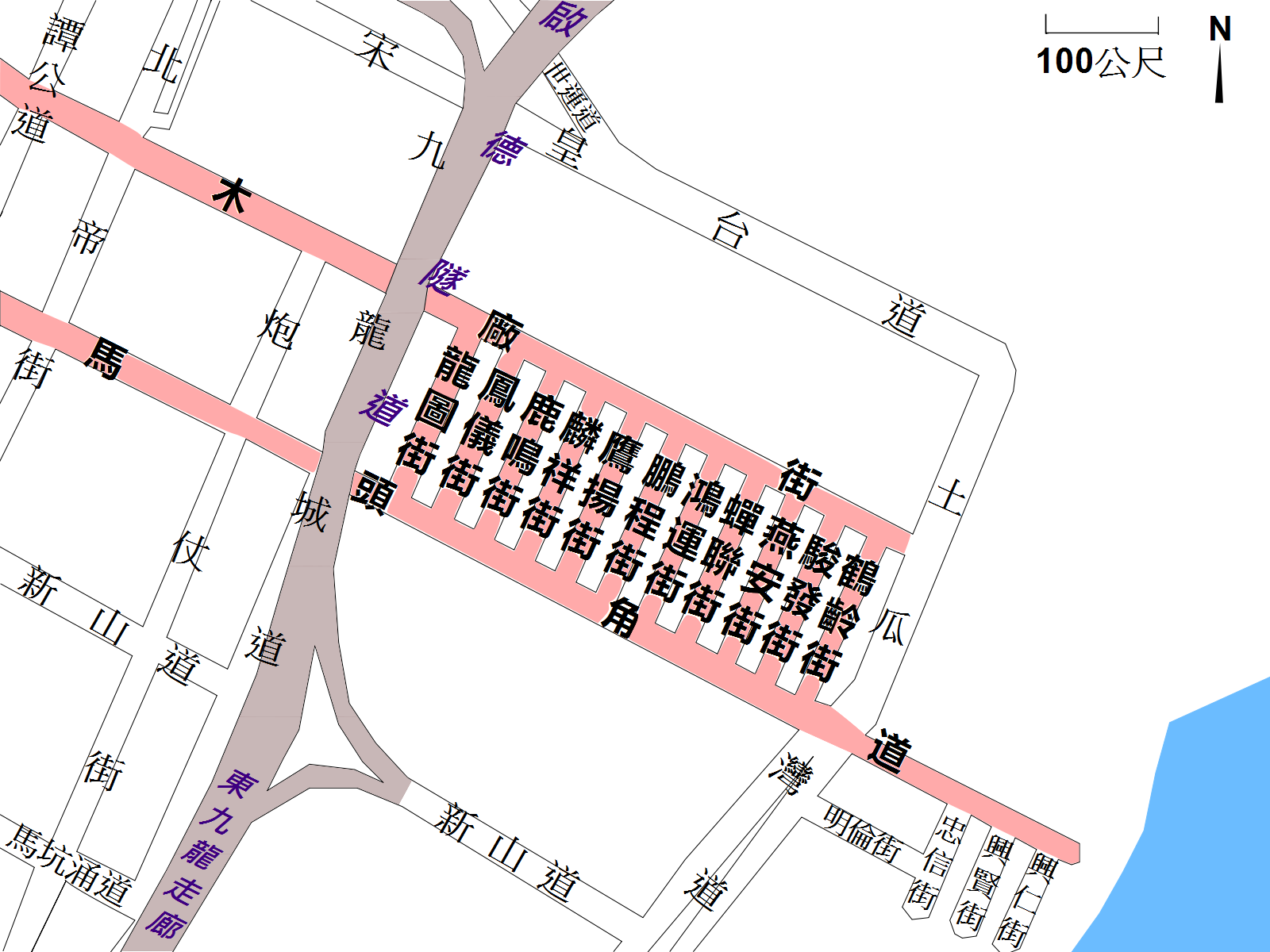
馬頭角十三街地圖

馬頭角十三街，俗稱土瓜灣十三街，是位於香港九龍馬頭角的一系列街道統稱，而非正式的街道名稱。十三街由13條街道組成，合為馬頭角傳統舊區，兼車房集中地，歷史悠久。它們分別為：
- 街區北面的主要道路木廠街；
- 街區南面的主要道路馬頭角道；
- 以及其中的11條舊區街道（由西至東順次序排列）：龍圖街、鳳儀街、鹿鳴街、麟祥街、鷹揚街、鵬程街、鴻運街、蟬聯街、燕安街、駿發街及鶴齡街。

十三街的最大特色亦在於當中位處於1959年建成的私人住宅唐樓建築群之間的11條全直街道，可見每條街的字首均為中國傳統有吉祥兆頭之動物（龍、鳳、鹿、麒麟（麟）、鷹、鵬、雁（鴻）、蟬、燕、馬（駿）及鶴）。據推斷，這種街道名稱規律相信由當年建築群的私人發展商命名所得；因11條街道位處私人發展住宅項目之間，故發展商有街道命名權。十三街上的唐樓建築均有很高樓齡。近年，由於十三街樓宇連年失修，居民促請政府盡快成立業主立案法團，以解決維修問題，但一直未能成功。
十三街的重建問題，多年來皆存在爭議，項目由香港房屋協會進行樓宇更新大行動。

## 歷史特色及區內樓宇問題
十三街為馬頭角歷史悠久的街區，所在的私人住宅唐樓建築群早於1959年由原來的南洋紗廠改建而成，唐樓地下位置則出租作商舖。十三街附近一帶的馬頭角街道，多見車房的存在，以及一系列工廠大廈。據粗略估計，單是十三街內的車房數目，便有超過190家。這群車房由於密度實在太高，故市區重建局仍需對重建十三街項目作更深入研究，並需予業主商討業權及賠償問題。
街上的建築與附近其他街區一樣，唐樓樓齡高而且出現大量因樓宇嚴重失修而導致的問題，包括：外牆混凝土剝落、鋼筋外露等，故區內居民要求重建的聲音愈加廣泛。

## 系列街道

### 木廠街
木廠街（英語：Mok Cheong Street）為十三街街區北面外圍的主要道路，亦為馬頭角的主要街道，西起馬頭涌道，東接土瓜灣道，為一條雙線單程的街道。街道規劃可分作兩部分：九龍城道以西為住宅區，以東則為工業區，座落著一些傳統工業大廈。木廠街全長約634米，闊約15米。

### 龍圖街
龍圖街（英語：Lung To Street）乃街區11條直街系列自西向東的第1條。與其餘十條街一樣，一律位於木廠街和馬頭角道之間，亦同為單線單程街道。龍圖街為一北行街道，全長約100米，闊約10米，數據亦與其餘十條直街一樣。街道東側的建築能直接通往隔鄰的鳳儀街，地下店鋪多見車房，亦有一兩所快餐店。街尾可見牛棚藝術村一角。

### 鳳儀街
鳳儀街（英語：Fung Yi Street）乃街區11條直街系列自西向東的第2條，為一南行街道。街兩旁的建築能直接通往隔鄰的龍圖街和鹿鳴街，地下店鋪多見車房，街尾可見牛棚藝術村一角。

### 鹿鳴街
鹿鳴街（英語：Luk Ming Street）乃街區11條直街系列自西向東的第3條，為一南行街道。街兩旁的建築能直接通往隔鄰的鳳儀街和麟祥街，地下店鋪多見車房，有街區內歷史最為悠久的車房，街尾可見牛棚藝術村一角。

### 麟祥街
麟祥街（英語：Lun Cheung Street）乃街區11條直街系列自西向東的第4條，為一北行街道。街兩旁的建築能直接通往隔鄰的鹿鳴街和鷹揚街，地下店鋪多見車房，常見私家車聚集停泊於此。街首可見中華煤氣中心一角。

### 鷹揚街
鷹揚街（英語：Ying Yeung Street）乃街區11條直街系列自西向東的第5條，為一北行街道。街兩旁的建築能直接通往隔鄰的麟祥街和鵬程街，多見車房，街首可見中華煤氣中心一角。

### 鵬程街
鵬程街（英語：Pang Ching Street）乃街區11條直街系列自西向東的第6條，為一南行街道。街兩旁的建築能直接通往隔鄰的鷹揚街和鴻運街，多見車房，街尾可見中華煤氣中心一角及眺望翔龍灣。

### 鴻運街
鴻運街（英語：Hung Wan Street）乃街區11條直街系列自西向東的第7條，為一南行街道。街兩旁的建築能直接通往隔鄰的鵬程街和蟬聯街，多見車房，街尾可望翔龍灣。

### 蟬聯街
蟬聯街（英語：Shim Luen Street）乃街區11條直街系列自西向東的第8條，為一北行街道。街兩旁的建築能直接通往隔鄰的鴻運街和燕安街，多見車房。

### 燕安街
燕安街（英語：Yin On Street）乃街區11條直街系列自西向東的第9條，為一北行街道。街兩旁的建築能直接通往隔鄰的蟬聯街和駿發街，多見車房。

### 駿發街
駿發街（英語：Tsun Fat Street）乃街區11條直街系列自西向東的第10條，為一南行街道。街兩旁的建築能直接通往隔鄰的燕安街和鶴齡街，多見車房。

### 鶴齡街
鶴齡街（英語：Hok Ling Street）乃街區11條直街系列自西向東的最後一條，為一南行街道。街道西側的建築能直接通往隔鄰的駿發街，多見車房。向東望可見土瓜灣道及海旁。

### 馬頭角道
馬頭角道（英語：Ma Tou Kok Road）為十三街街區南面外圍的主要道路，亦為馬頭角的最主要交通樞紐之一，西起馬頭圍邨，為一條雙線單程的掘頭路，終望維港。街上設施林立，市政大廈、公共服務設施俱能在街沿途找到。馬頭角道全長約921米，闊約14米。

## 維修及重建

十三街樓宇更新大行動（2011年）

### 維修
重建十三街多年來俱有熱烈的討論，地產商、居民、市區重建局及香港房屋協會等，一直對問題爭議不下。由於區內多有夕陽行業，例如車房及少量殯儀業服務的店鋪，市區重建局曾經表示，整體重建十三街及鄰近的馬頭圍舊區有困難。加上11條直街街道狹窄，每條只有大約10米闊，故此需要重建物業騰出地方，以改善環境的要求亦遇到阻力。
2009年，發展局落實各區樓宇更新大行動。其中的「土瓜灣十三街重建項目」，香港政府提議撥出10億港元協助，惟只資助區內已經成立業主立案法團的樓宇，故此引發其餘業主不滿意。此後，樓宇更新大行動正式進行。同屬區內的馬頭角三街則有全面的樓宇重建計劃。

### 重建
2006年，市區重建局發言人表示，前稱土地發展公司的香港市區重建局於1998年宣布的25個重建項目列為5年內優先執行，不過該25個項目不包括馬頭角十三街。
2009年，随着《啟德發展計劃》啟動，多個香港政黨發起要求十三街的重建計劃重新啟動，惟市區重建局表示已經進行了多項復修計劃，至於會否重建暫時言之尚早。「十三街」的80多幢舊樓近80%無業主立案法團；據知，收購十三街共逾2,000個單位成本逾100億港元，惟該處地積比率僅6倍，重建新樓面積與現時相若，利潤不高。
2012年8月，九龍城市區更新地區諮詢平台就市區重建的初步方案諮詢公眾後，所聘請的顧問公司在參考所收集得來的意見及社會影響評估的結果，以及與相關香港政府部門或者機構商量及討論後，調整了地區重建的初步方案。
2013年3月，九龍城市區更新地區諮詢平台經過研究後，提出將現有屬於「綜合發展區」的十三街分拆成為3個地段進行重建，而「五街」則可能分拆為「南北」用地，並且建議將南面用地的地積比率由5倍增至6.5倍，以增加重建的誘因及動力。九龍城市區更新地區諮詢平台於3月25日通過初稿後，將會於4月月底展開第二階段諮詢，期間會舉行社區工作坊、專題討論、公眾論壇、簡介會、巡迴及流動展覽等。
2013年6月，市區重建局為了解決十三街逾200家車房成為重建最大阻力的問題，擬定於鄰近地區物色一幢工廠大廈，及將整幢大廈改裝成為汽車維修中心，及將全數受到影響的車房遷入經營，以避免車房結業而影響近千人的生計。此外，市區重建局又聯絡香港房屋協會及房屋委員會等協助安置十三街的天台住戶，希望促成十三街重建。

## 附近設施及景物

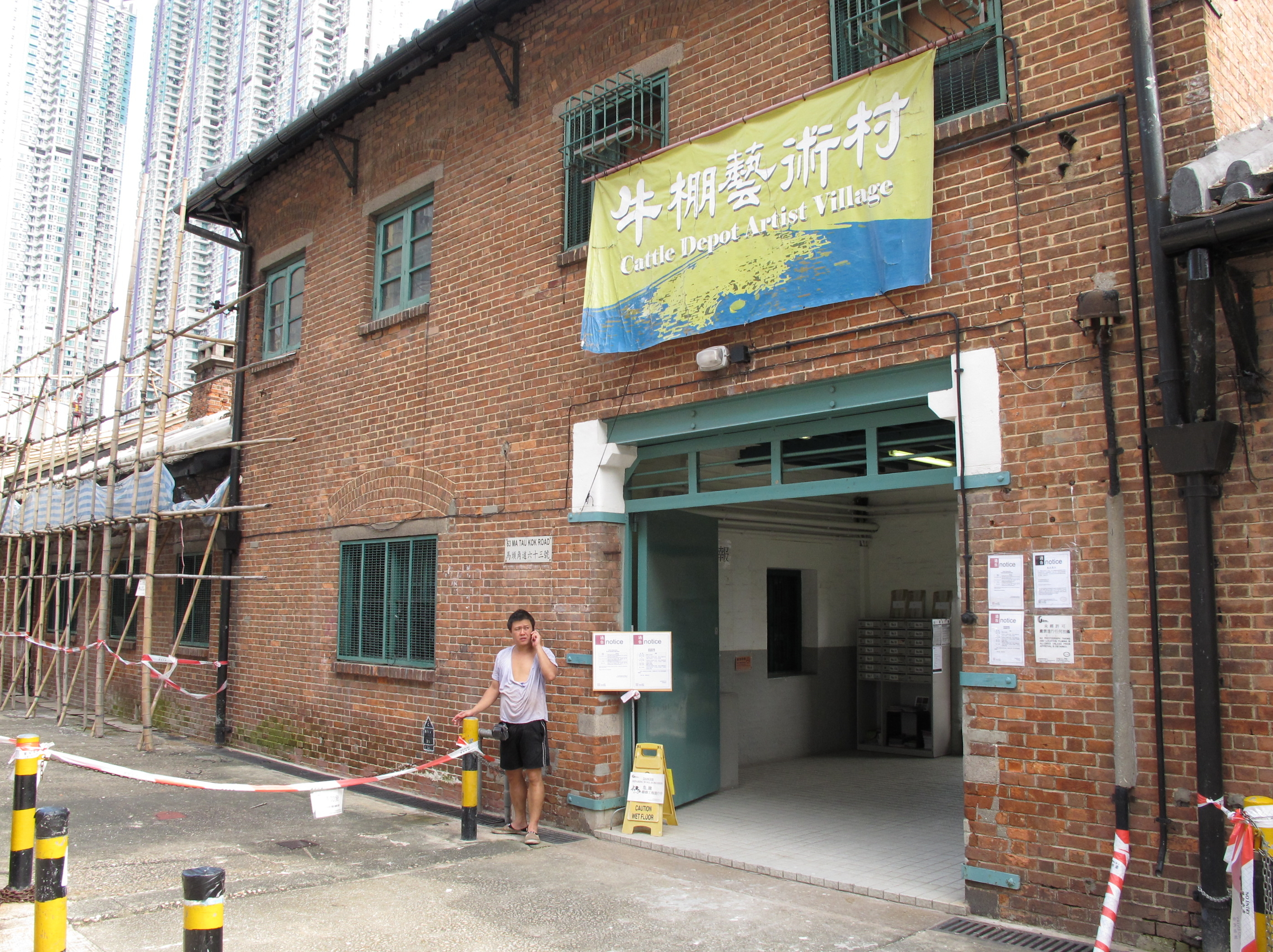
牛棚藝術村

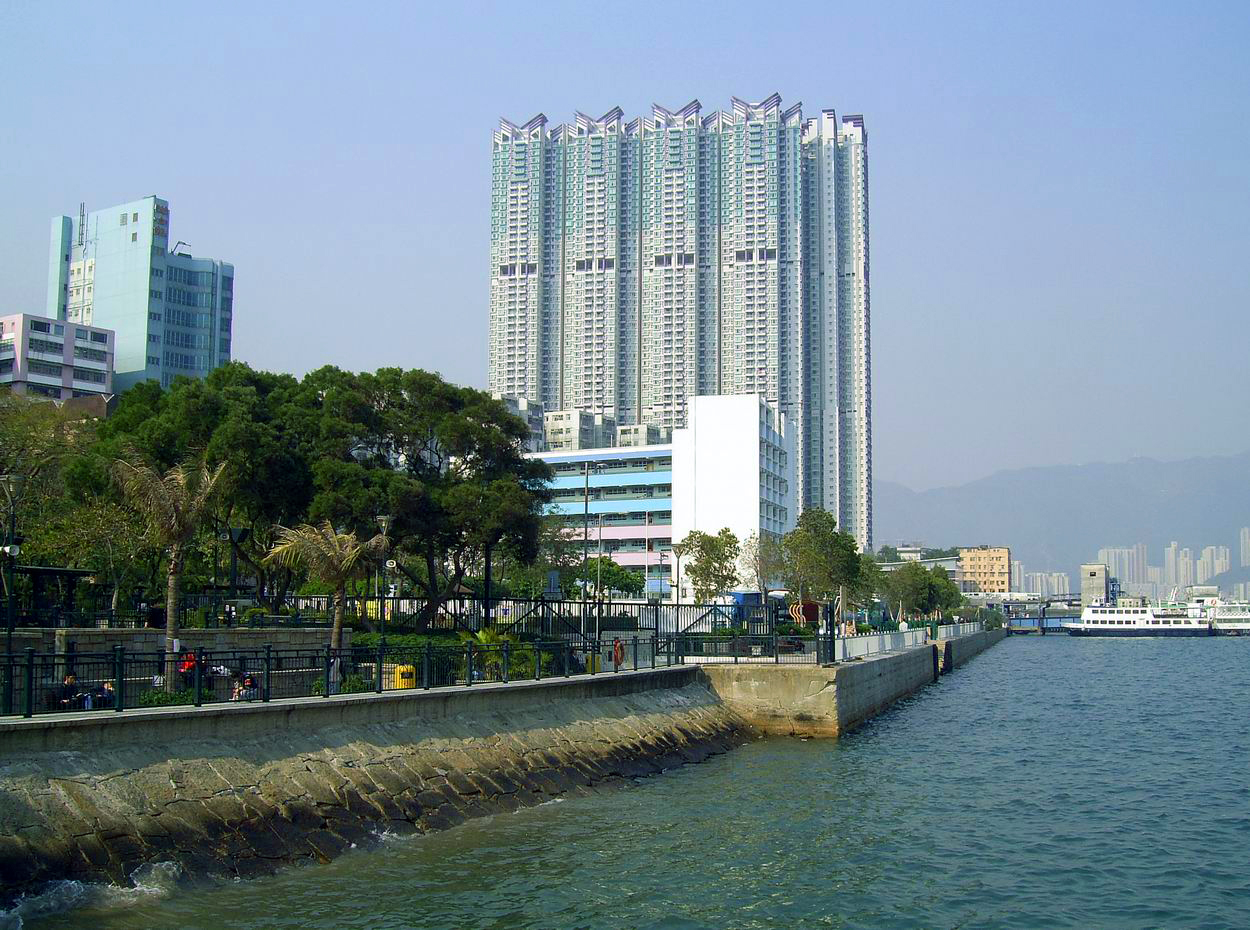
翔龍灣

中華煤氣中心

- 牛棚藝術村
- 中華煤氣中心（俗稱「煤氣鼓」[20]）
- 翔龍灣
- 香港航空青年團總部
- 香港盲人輔導會工廠暨庇護工場

## 流行文化
一些影視作品曾在馬頭角十三街取景，包括：
- 2022年香港電影《窄路微塵》
- 2023年香港無綫電視劇集《新四十二章》

## 外部連結
维基共享资源上的相關多媒體資源：土瓜灣十三街